# Hlinsko pod Hostýnem (železniční zastávka)
Hlinsko pod Hostýnem je železniční zastávka na trati 303, otevřená v roce 1882. V zastávce se neprodávají jízdenky, odbavení probíhá ve vlaku. Leží v obci Hlinsko pod Hostýnem (součást obce Bystřice pod Hostýnem). Nachází se mezi stanicí Bystřice pod Hostýnem a zastávkou Jankovice. V této zastávce zastavují osobní i spěšné vlaky, s výjimkou jednoho spěšného vlaku. V roce 2020 tu všechny vlaky, kromě jednoho, zastavovaly na znamení. Na této železniční zastávce zastavují (v roce 2020) motorové jednotky řad 844 a 814 a motorové vozy řady 810, dříve tu jezdily i motorové vozy řady 842.

## Historie
Spojovací trať z Hulína do Bystřice pod Hostýnem vybudovala v letech 1881–1882 akciová společnost Kroměřížské dráhy, založená v roce 1879. Podle původního projektu mělo být na trati mezi Hlinskem a Jankovicemi postaveno nákladiště. Obec Jankovice ale měla proti stavbě výhrady, proto došlo ke změně trasy a nákladiště bylo přesunuto do Hlinska, kde byla postavena nakládková kolej, boční rampa a staniční budova. Když trať v roce 1887 převzala Severní dráha, celé nákladiště přestavěla a postavila také novou staniční budovu. V roce 1888 pak byl status zastávky s nákladištěm změněn na stanici.
Od roku 1920 byla staniční budova využívána pro bytové účely a vzhledem ke klesající přepravě byl v roce 1922 status stanice opět změněn na zastávku. Požadavky na přepravu zejména řeziva a kulatiny výrazně vzrostly, když v roce 1927 zahájily provoz parní pily v Brusném a na Rusavě a na plný výkon pracovala i pila v Hlinsku; zastávka byla opět povýšena na stanici, což ale trvalo pouze do roku 1933, kdy kvůli trvající světové hospodářské krizi požadavky na přepravu opět klesly a stanice byla opět změněna na zastávku a nákladiště.
Status železniční zastávky s nákladištěm zůstal zachován i po roce 1945. V roce 1963 proběhla generální oprava staniční budovy, v roce 1967 bylo inovováno sociální zařízení a v roce 1970 byla zastávka napojena na veřejný vodovod. V roce 1974 došlo k modernizaci zabezpečovacího zařízení, včetně náhrady mechanických návěstidel návěstidly světelnými.